# Associação de Futebol da Serra Leoa
A Associação de Futebol da Serra Leoa (em inglês:  Sierra Leone Football Association, SLFA) é o órgão dirigente do futebol na Serra Leoa, responsável pela organização dos campeonatos disputados no país, bem como da Seleção Serra-Leonesa.
Foi fundada em 1960 e é afiliada à FIFA desde 1960 e à CAF desde o ano de 1967. Ela também é filiada à WAFU. A presidente atual da entidade é Isha Johansen.

## Integrantes do comitê executivo
- Isha Johansen, presidente
- Brima Mazola Kamara, vice-presidente
- Mohamed  Alie Kargbo, vice-presidente
- Alhaji Nasiru-Deen, membro executivo
- Alie Badara Tarawallie, membro executivo